# Następcy
Następcy (ang. Descendants) – amerykański film z kanonu Disney Channel Original Movies. W główne role wcielają się Mitchell Hope, Dove Cameron, Cameron Boyce, Booboo Stewart i Sofia Carson. Film przedstawia losy dobrych i złych bohaterów bajek Disneya. Amerykańska premiera filmu odbyła się 31 lipca 2015 roku na kanale Disney Channel. Polska premiera filmu odbyła się 18 września 2015 roku.
Melissa De La Cruz napisała również książkę pod tytułem "Wyspa Potępionych", która opowiada o tym co działo się w życiu głównych bohaterów przed filmem "Następcy" i o tym jak się poznali. Książka została wydana w Polsce 26 sierpnia 2015 roku. Zaś druga część książki w anglojęzycznych krajach pojawiła się 24 maja 2016, natomiast w Polsce 13 czerwca tego samego roku. Zostało to potwierdzone przez firmę Egmont. Sequel filmu miał swoją premierę 21 lipca 2017 roku.

## Fabuła
Akcja filmu rozgrywa się współcześnie w baśniowym królestwie, którego nowym władcą został syn Pięknej i Bestii. Jego pierwszą proklamacją jest amnestia dla potomków Cruelli De Mon (Carlos - Boyce), Diaboliny (Mal - Cameron), Złej Królowej (Evie - Carson) i Jafara (Jay - Stewart) więzionych na odizolowanej od świata, otoczoną magiczną barierą wyspie. Dzieci otrzymują szansę na oczyszczenie rodowych nazwisk i trafiają do szkoły, w której uczyć się będą wraz z potomkami Dobrej Wróżki, Śpiącej Królewny, Kopciuszka i Mulan.

## Ścieżka dźwiękowa
- Rotten to the Core - Dove Cameron, Booboo Stewart, Sofia Carson, Cameron Boyce
- Evil Like Me - Dove Cameron, Kristin Chenoweth
- Did I Mention - Mitchell Hope
- If Only - Dove Cameron
- Be Our Guest - Mitchell Hope
- If Only (Reprise) - Dove Cameron
- Set It Off - Dove Cameron, Cameron Boyce, Booboo Stewart, Sofia Carson, Mitchell Hope, Sarah Jeffrey

## Obsada
| Aktor | Rola                                                       | Polski dubbing          |
| --- | ---------------------------------------------------------- | ----------------------- |
| Mitchell Hope | Ben, syn Belli i Bestii                                    | Maksymilian Bogumił     |
| Dove Cameron | Mal, córka Diaboliny i Hadesa                              | Agata Paszkowska        |
| Cameron Boyce |                                                            | Maciej Falana           |
| Booboo Stewart | Jay, syn Jafara                                            | Stefan Pawłowski        |
| Sofia Carson | Evie, córka „Złej Królowej”                                | Karolina Bacia          |
| Keegan Connor Tracy | Królowa Bella, matka Bena                                  | Agnieszka Fajlhauer     |
| Stephanie Bennet | Królewna Śnieżka                                           | Julia Kołakowska-Bytner |
| Dan Payne | Król Bestia, ojciec Bena                                   | Jacek Król              |
| Kristin Chenoweth | Diabolina, matka Mal                                       | Lidia Sadowa            |
| Brenna D'Amico | Jane, córka Wróżki Chrzestnej                              | Justyna Kowalska        |
| Dianne Doan | Lonnie, córka Fa Mulan i Li Shanga                         | Joanna Derengowska      |
| Zachary Gibson | Doug, syn krasnoludka Gapcia                               | Józef Pawłowski         |
| Jedidiah Goodacre | Chad Charming, syn Kopciuszka                              | Karol Osentowski        |
| Sarah Jeffery | Audrey, córka Aurory i Filipa                              | Aleksandra Radwan       |
| Maz Jobrani | Jafar, ojciec Jaya                                         | Adam Szyszkowski        |
| Kathy Najimy | „Zła Królowa”, matka Evie, wciąż źle nastawiona do Śnieżki | Katarzyna Kozak         |
| Melanie Paxson | Dobra Wróżka, matka Jane                                   | Lucyna Malec            |
| Wendy Raquel Robinson | Cruella Demon, matka Carlosa                               | Anna Sroka-Hryń         |
| W pozostałych rolach: Grzegorz Kwiecień (Komentator), Jakub Wieczorek (Trener), Elżbieta Kijowska (Królowa Leah), Waldemar Barwiński (Pan Delay), Bożena Furczyk, Beata Łuczak, Olga Sarzyńska, Dominika Sell-Kukułka, Wojciech Chorąży, Karol Jankiewicz, Michał Malinowski, Bartosz Wesołowski Reżyseria: Artur Kaczmarski Dialogi: Zofia Jaworowska Wersja polska: SDI Media Polska |                                                            |                         |